# Arctosa fujiii
Arctosa fujiii är en spindelart som beskrevs av Tanaka 1985. Arctosa fujiii ingår i släktet Arctosa och familjen vargspindlar. Inga underarter finns listade i Catalogue of Life.